# بيلي غوستافسون
بيلي غوستافسون (بالسويدية: Billy Gustafsson)‏ هو سياسي سويدي، ولد في 8 فبراير 1948، وتوفي في 6 أبريل 2018. حزبياً، نشط في حزب العمال الديمقراطي الاشتراكي السويدي. وقد انتخب عضو البرلمان السويدي ‏.